# GCL
GCL Global Holdings Ltd（NASDAQ：GCL）是一家总部位于新加坡的游戏和娱乐公司，专注于亚洲市场的视频游戏开发、出版和分发。该公司于2025年2月14日在纳斯达克上市，股票代码为GCL，前身为成立于2011年的Grand Centrex Ltd。

## 历史
GCL Global Holdings Ltd的前身Grand Centrex Ltd成立于2011年，最初专注于游戏和娱乐软件的分发和出版。2025年2月14日，该公司通过与RF Acquisition Corp的业务合并完成上市，并更名为GCL Global Holdings Ltd。

## 业务
GCL Global Holdings Ltd通过其子公司提供视频游戏和娱乐内容的营销、分销和出版服务。该公司战略性地关注快速扩展的亚洲游戏市场，特别是在中国、日本和韩国等国家。其运营子公司包括Epicsoft Asia Pte Ltd、4Divinity Limited、2Game和Titan Digital Media。

### 与中国市场的联系
该公司与多家中国游戏开发商合作，如LEAP Studio和剑猫熊网络，计划发布多款中国主题游戏，例如《墨境》和《猿公剑：白猿觉醒》。
2024年12月18日，GCL Global Holdings Ltd收购了NEKCOM Inc. 20%的股权，并获得其开发中的角色扮演游戏《昭和米国物语》的全球发行权。
2025年3月11日，GCL Global Holdings Ltd与海南动画与游戏协会签署了战略合作协议，旨在发展中国海南省的动画和游戏产业。